# فال گای (فیلم ۲۰۲۴)
فال گای (به انگلیسی: The Fall Guy) یا بدلکار یک فیلم کمدی اکشن آمریکایی محصول سال ۲۰۲۴ به کارگردانی دیوید لیچ و نویسندگی درو پی‌یرس است. داستان فیلم در مورد بدل‌کاری است که روی فیلم اکشن به‌کارگردانی دوست دختر سابقش کار می‌کند، اما درگیر توطئه‌ای پیرامون بازیگر نقش اول فیلم می‌شود. در این فیلم رایان گاسلینگ، امیلی بلانت، آرون تیلور-جانسون، هانا وادینگهام، ترزا پالمر، استفانی شو و وینستون دوک ایفای نقش می‌کنند.
فال گای نخستین بار در ۱۲ مارس ۲۰۲۴ در جشنوارهٔ جنوب از جنوب غربی نمایش داده شد و در ۳ مهٔ همان سال به‌وسیلهٔ یونیورسال پیکچرز در ایالات متحده منتشر شد. این فیلم نقدهای مثبتی از سوی منتقدان دریافت کرد.

## داستان
یک بدل‌کار کتک خورده و قدیمی خود را در حال کار روی مجموعه فیلمی با ستاره‌ای می‌بیند که مدت‌ها پیش برای او بدکاری کرده و جایگزین او شده بود، سپس ستاره ناپدید می‌شود.

## ساخت
تصویربرداری اصلی در اکتبر ۲۰۲۲ در سیدنی، استرالیا، در فاکس استودیوز استرالیا در مور پارک آغاز شد. در ۲۲ ژانویه ۲۰۲۳، پل بندرگاه سیدنی برای چند ساعت در روز به دلیل فیلمبرداری صحنه‌های مربوط به رایان گاسلینگ بسته شد. فیلمبرداری در ۲ مارس ۲۰۲۳ به پایان رسید.

## بازخوردها
این فیلم به‌طور کلی نظرات مثبتی از سوی منتقدان دریافت کرد. در وبگاه جمع‌آوری نقد راتن تومیتوز، ٪۸۵ از ۲۰۵ بررسی منتقدان مثبت است و میانگینِ امتیاز آن ۷٫۲/۱۰ است. اجماع این وبگاه چنین می‌نویسد: «با اکشن، کمدی، عاشقانه، و یک جفت ستاره بسیار جفت‌وجور، فال گای ممکن است فیلم روزمرهٔ نادر با چیزی باشد که همه را سرگرم کند.» این فیلم در متاکریتیک که از میانگین وزنی استفاده می‌کند، بر اساس نظر ۴۹ منتقدین امتیاز ۷۴ از ۱۰۰ را کسب کرده که نشان‌گر «نقدهای عموماً مطلوب» است.

### گیشه
این فیلم عموماً نقدهای مثبتی از سوی منتقدان دریافت کرد، اما در مقابل بودجه تولید ۱۲۵ تا ۱۵۰ میلیون دلاری، تنها ۱۷۰ میلیون دلار در سراسر جهان فروخت و به یک بمب گیشه تبدیل شد.